# Simone Faggioli
Simone Faggioli, né le 24 juillet 1978 à Florence, est un pilote automobile de courses de côte italien de Bagno a Ripoli.

## Biographie
Simone Faggioli débute officiellement les compétitions en sports mécaniques en 1997 à 19 ans, en courses de montagne sur Renault Clio Williams Gr.N, après s'être essayé au motocross et au go-karts.
Il conduit des monoplaces Osella depuis 1998 en championnat d'Italie, marque dont il devient le pilote officiel en 2004, un an après ses débuts en championnat d'Europe.
En 2013 il court toujours sur une Osella FA30, équipée d'un moteur Zytek.
En 2014 il passe avec son équipe Best Lap SRL sur Norma type M20 FC : sa réussite est alors totale, puisqu'il remporte les 12 manches de la saison européenne, rééditant l'exploit du Suisse Peter Schetty en 1969 sur Ferrari 212E Montagna (12 courses sur 12, pour le dernier titre européen de Ferrari).

## Palmarès

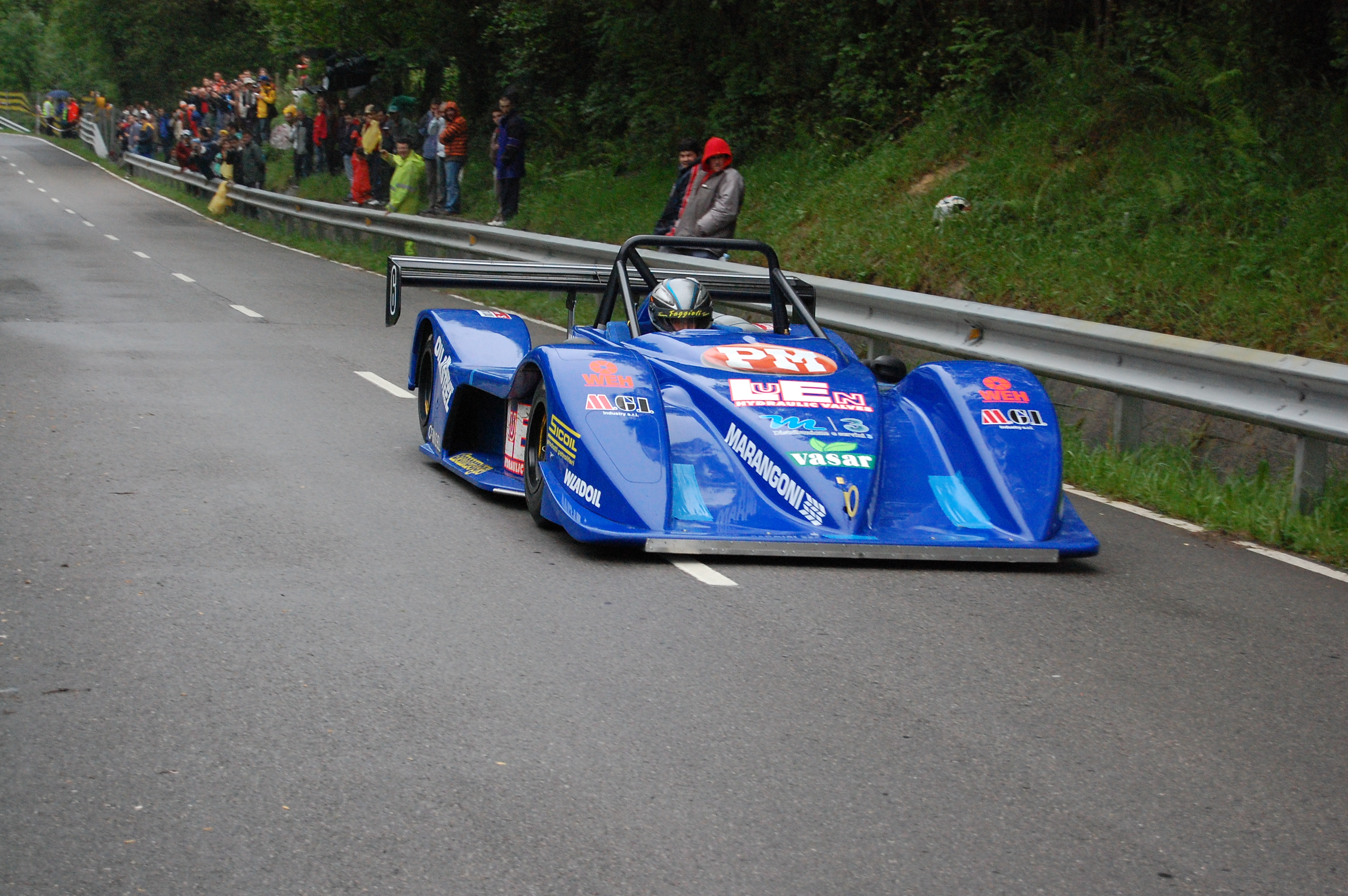
S. Faggioli sur son Osella PA27 en 2008 à Al Fito.

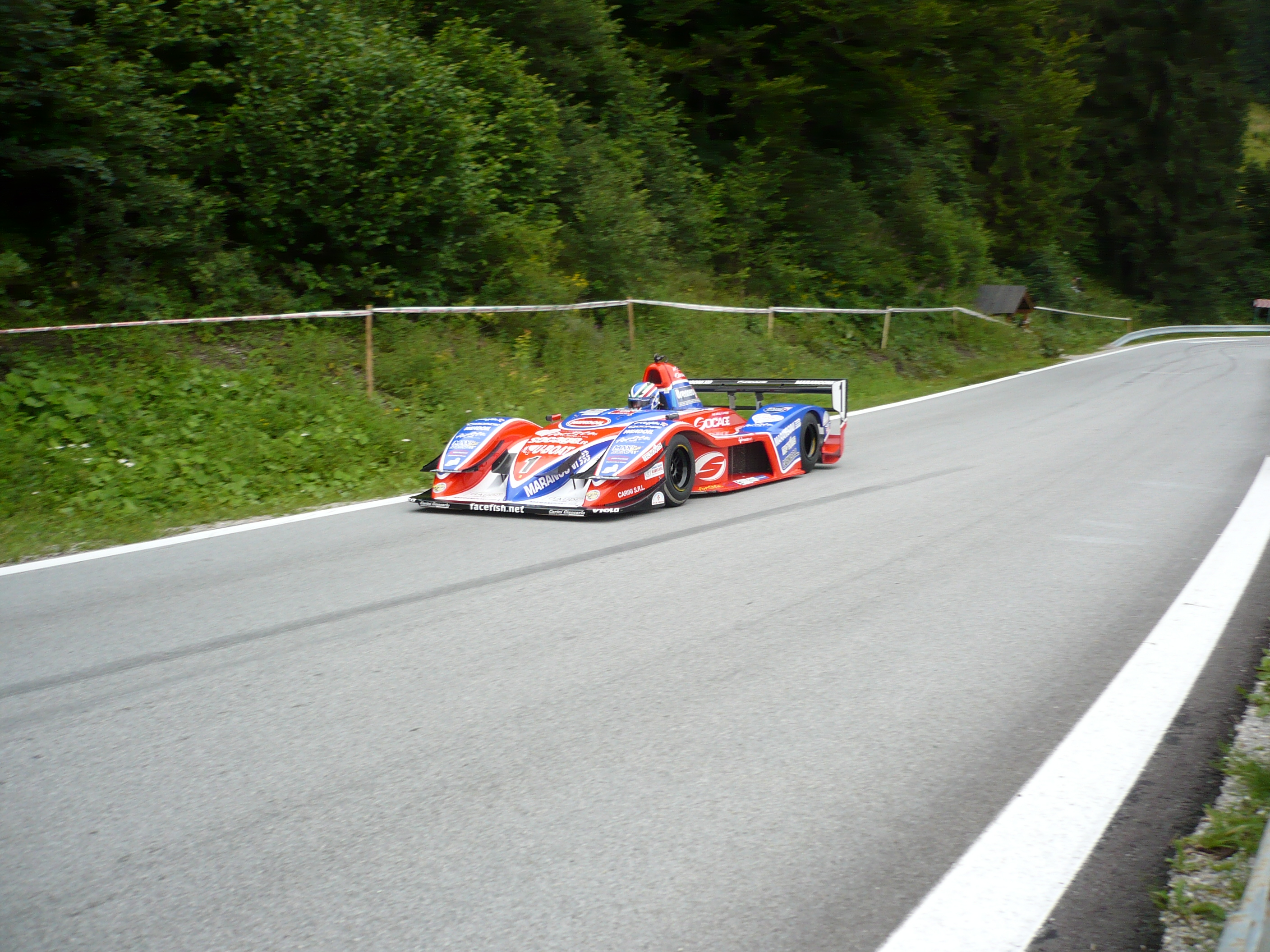
S. Faggioli sur son Osella FA30 en 2012 à Dobšinský kopec (Slovaquie)...

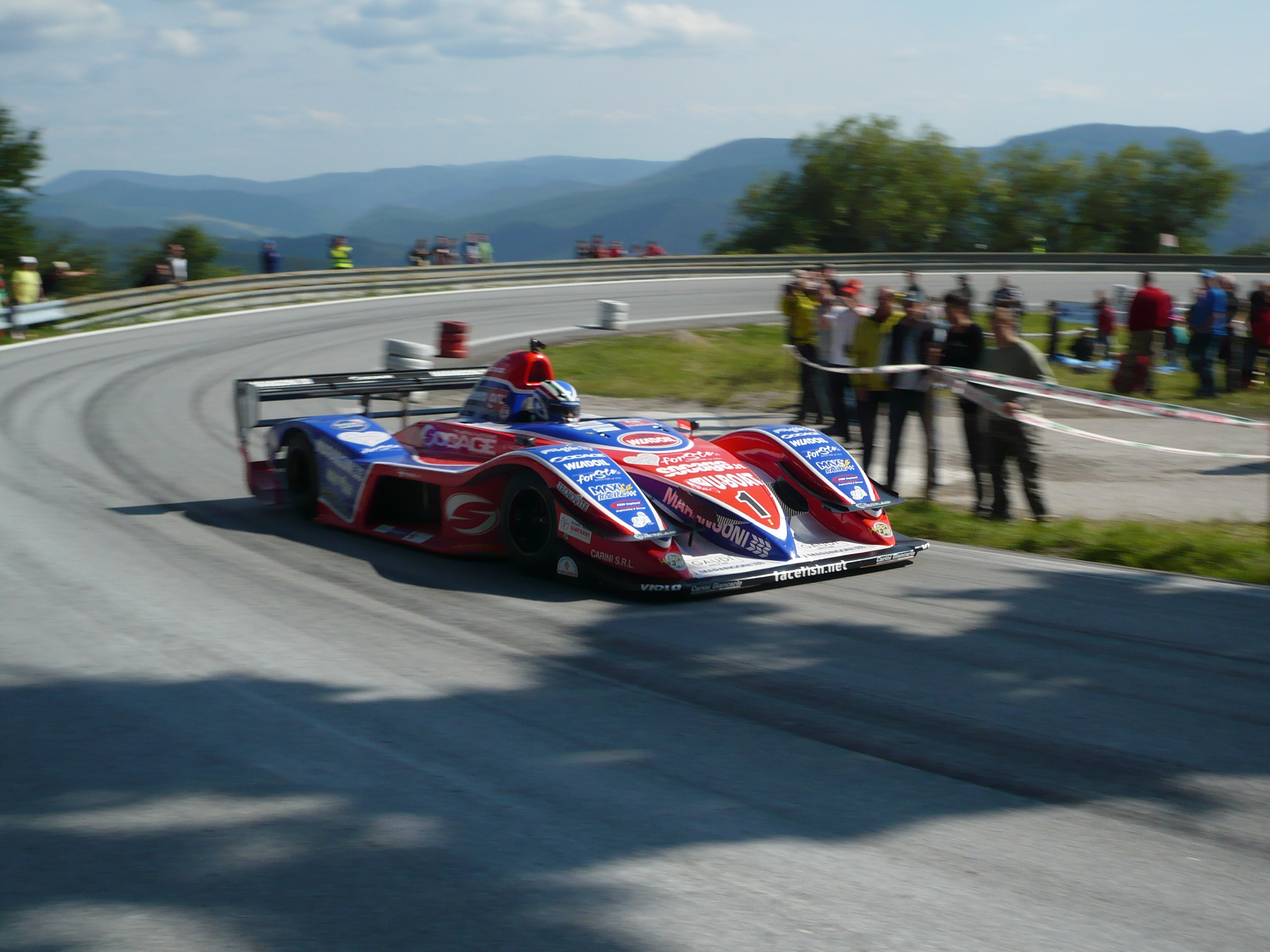
...même course (juillet 2012).

### Titres
- 11 fois Champion d'Europe de la montagne (Groupe CN2 (1), puis Groupe E2M (2), et Groupe E2-SS (4)), en 2005 sur Osella PA21, puis 2009 sur Osella PA27, ensuite 2010, 2011 , 2012 et 2013 sur Osella FA30, et enfin 2014 à 2017 puis en 2019 sur Norma M20 FC;
- 17 fois Champion d'Italie de la montagne en 2002 et 2003 (vainqueur à 2 reprises de toutes ses courses, sur Osella PA20), puis en 2004, 2006 et 2007 (Osella PA21), 2010 à 2013 (Osella PA27), entre  2014 et 2015 (Norma Auto Concept M20-FC);
- Coupe Clio d'Italie, en 1997 (2 victoires);
  - Vice-champion d'Italie de la montagne, en 2000 (9 victoires en 10 courses);
  - 3e du championnat d'Europe de la montagne, en 2009 sur Osella PA27;

Autres victoires notables
2025 : victoire à la Pikes Peak International Hill Climb sur Nova Proto NP01

### Principales victoires en championnat d'Europe de courses de côte(au 31/12/2017)
(près de 70)
- 2003, 2009, 2010: Serra da Estrela;
- 2009 (ch.Eur), 2010 (ch.Eur), 2012, 2013, 2014, 2015, 2016: Al Fito;
- 2003, 2009: coppa Carotti (Rieti);
- 2009, 2010, 2011, 2012, 2013, 2014, 2015, 2016, 2017: Ecce Homo/Šternberk;
- 2009, 2012, 2013, 2014, 2015, 2016, 2017: Saint Ursanne/Les Rangiers;
- 2010, 2011, 2012, 2013, 2014, 2015: Rechberg (GP de la montagne d'Autriche, à Tulwitz);
- 2010: Trier (GP de la montagne d'Allemagne);
- 2010, 2011, 2012, 2013, 2015, 2017: Trento Bondone;
- 2011, 2012, 2013, 2014, 2015, 2016: Col Saint-Pierre;
- 2010, 2011: Mont-Dore (record absolu de la course établi en 2010, en 2 min 12 s 983 à plus de 135 km/h de moyenne);
- 2011, 2014, 2015, 2016: Ilirska Bistrica;
- 2012, 2013, 2014, 2015, 2017: Rampa da Falperra;
- 2014: Limanowa;
- 2014: Coppa Paolino Teodori (San Marco/San Giacomo)
- 2014, 2016, 2017: Dobšiná;
- 2014, 2016: Glasbach;
- 2014: Buzet;
- 2016: Macerata;
- 2016: Ascoli.

## Récompenses
- 2004: Trophée Villorba Corse;
- 2010: « Volant d'Or » de la Commissione Sportiva Automobilistica Italiana (CSAI)[2].